# Seio transverso
O seio transverso está localizado na cabeça.